# El Pedregal (Tineo)
El Pedregal es una parroquia perteneciente al concejo de Tineo, Asturias, España, y una aldea de dicha parroquia. 
La aldea de El Pedregal está situada a una altitud de 715 m, al este de la capital del concejo (Tineo) y dista de esta 7 kilómetros por la carretera AS-216. Cabe destacar que es uno de los pocos pueblos en el que la población está aumentando poco a poco durante los últimos años siendo de 161 habitantes (2009).
La parroquia, según el nomenclátor de 2009, comprende la aldea de El Pedregal y las caserías de Modreiros, Ondinas y Las Pontigas. Se encuentra en la ruta del interior del Camino de Santiago.

## Iglesia de Santos Justo y Pastor
Con un pórtico de piedra de tres arcos, nave única, y presbiterio rectangular. Posiblemente del siglo XVI, aunque el alfiz remite al último tercio del siglo XV. En el siglo XVII se abrieron dos capillas. Una, fechada en 1707, para el uso particular de la familia Fernández Colado, que adorna con un retablo barroco de imágenes del importante escultor Antonio Borja (1661-1719). La otra, con funciones de sacristía, tiene acceso por puerta de arco de medio punto. En la cabecera, lado del evangelio, aparece un liso sepulcro anónimo bajo apuntado arcosolio sobre impostas del siglo XVI.

## Palacio de Begega
Siglo XVII. También conocido como "Casa del Llano", próximo a la iglesia y a escasos metros del "camino francés".

## El Humilladero
Siglo XVIII. Próximo a la iglesia se alza una cruz de piedra que señala la Ruta Jacobea Primitiva.